# Юкіо Ямаджі
Юкіо Ямаджі (яп. 山地 悠紀夫) — японський серійний вбивця, що вбив свою матір у 2000 році та двох незнайомих йому жінок у 2005.

## Біографія
Ямаджі народився у бідній родині, його батько помер від цирозу печінки в січні 1995 року. Після закінчення середньої школи він не вступив до старшу і став працювати в газетному магазині.

## Вбивство матері
29 липня 2000 Ямаджі, якому на той момент було 16 років, убив свою п'ятидесятирічну мати, яка проживала у місті Ямаґуті. Він забив її металевою бейсбольною битою, сам викликав поліцію, зізнавшись у вбивстві, і опісля два дні був заарештований. Він пояснив свої мотиви тим, що мати неприязно ставилася до дівчини, у яку він закохався, і наробила боргів, які він змушений був виплачувати. У жовтні 2003 року він був умовно-достроково звільнений.

## Подвійне вбивство
Після звільнення Ямаджі поїхав жити до Осаки, де 7 листопада 2005 зґвалтував і зарізав ножем 27-річну Асуку Уехара і її молодшу сестру, 19-річну Чіхиро. Обидві жертви ніколи до цього не зустрічали Ямаджі. Після вбивства він підпалив квартиру сестер, щоб приховати сліди злочину, і втік. Ямаджі арештували 5 грудня 2005 року. На допиті він заявив, що йому сподобалися відчуття, які він випробував при вбивстві матері, і хотів пережити їх знову.

## Вирок
13 грудня 2006 суд Осаки засудив його до смертної кари. Його адвокат подав апеляцію, але сам обвинувачений відмовився від неї. Він був повішений разом з іншим японським серійним вбивцею Хіроші Маеуе в Осаці 28 липня 2009. У віці 25 років Ямаджі став наймолодшим злочинцем, страченим в Японії з 1989 року.